# Grupo 43
El 43 Grupo de Fuerzas Aéreas es una unidad del Ejército del Aire de España cuya misión principal es la extinción de incendios forestales. Depende orgánicamente del Mando Aéreo General (MAGEN), operativamente de la Unidad Militar de Emergencias y funcionalmente del Ministerio para la Transición Ecológica, que decidirá sobre su utilización.

## Misión
La misión principal del 43 Grupo de Fuerzas Aéreas, según el vigente Acuerdo de Colaboración entre el Ministerio de Defensa de España y el Ministerio de Agricultura, Alimentación y Medio Ambiente, es colaborar con la Dirección General de Medio Natural y Política Forestal en la extinción de incendios forestales. Como misión secundaria tiene la de dar apoyo a las misiones del Servicio de Búsqueda y Salvamento (SAR) del Ejército del Aire.
El 43 Grupo mantiene un servicio de alarma, con tripulaciones y aviones para actuar en caso de incendio forestal durante los 365 días del año. Entre el 1 de octubre y el 15 de junio se mantienen dos aviones con sus tripulaciones en situación de despegue inmediato en la Base Aérea de Torrejón. Sin embargo, es en la denominada "campaña de verano" (entre el 1 de junio y el 31 de octubre) cuando la Unidad realiza su mayor esfuerzo manteniendo un mínimo del 70% de los aviones disponibles, con sus tripulaciones, listo para actuar en cualquier punto de España. Durante este período la Unidad se despliega actualmente en 7 destacamentos (Santiago de Compostela, Talavera la Real, Salamanca, Zaragoza, Albacete, Málaga y Pollensa), además de mantener el servicio de alarma en la Base Aérea de Torrejón. Durante el invierno el acuerdo contempla la posibilidad de establecer destacamentos en aquellas zonas que presenten puntualmente un mayor riesgo.
El ámbito de actuación de la Unidad no se restringe a territorio nacional, lo que le ha permitido participar en misiones de extinción de grandes incendios forestales en Bulgaria, Francia, Grecia, Israel, Italia, Marruecos, Túnez, Portugal y Turquía.
Para atender a estos cometidos, el Ministerio de Agricultura, Alimentación y Medio Ambiente ha puesto a disposición del Ministerio de Defensa 10 aviones Canadair CL-215T (UD-13 denominación en el Ejército del Aire) y un  Bombardier CL-415. A ellos se unen otros tres Bombardier CL-415 del propio Ministerio de Defensa (UD-14 denominación en el E.A.). Todos ellos son operados y mantenidos por el Ejército del Aire.
Así mismo, para la consecución de su rol principal, la unidad ha desarrollado su propio manual de zonas de carga, donde se describe el procedimiento de amerizaje de los 560 puntos en los que los aviones anfibios Canadair pueden operar a lo largo de la geografía española, incluyendo bahías, ríos, lagunas, embalses, ensenadas, puertos y calas.

## Historia
La utilización del medio aéreo en tareas de protección contra incendios forestales comenzó a principios del siglo XX; teniendo como misión la detección de incendios forestales en la costa Oeste de los Estados Unidos. En la década de los treinta, se comenzó a trabajar con aviones en misiones puramente de extinción, siendo Estados Unidos, Canadá y Australia los países pioneros en este tipo de vuelos. Tras la Segunda Guerra Mundial,  aprovechando los avances tecnológicos en el mundo de la aviación y los excedentes de aeronaves militares, se comenzaron a utilizar los aviones en misiones propiamente de extinción de incendios forestales y se configuraron las técnicas, los procedimientos y la doctrina de empleo de este tipo de aeronaves.
Uno de los países más castigados por los incendios forestales era Canadá. Tenía además, el problema añadido de la inaccesibilidad por tierra de la mayoría de las zonas boscosas. En 1963, la empresa Canadair  comienza a estudiar el diseño de un avión específico para este tipo de misiones, el CL-204, diseño que respondía a los requerimientos del "Canadian National Research Council Associate Committee on Forest Fire Protection". Era un avión anfibio de 17.000 kg de peso que no llegó a pasar de la fase de estudio, pero que sirvió para el posterior desarrollo del CL-215. Este avión se diseñó como anfibio para poder aprovechar los grandes lagos y ríos del país, efectuando su primer vuelo el 23 de octubre de 1967.
En España, el Ministerio de Agricultura, no era ajeno al grave problema de los incendios forestales, y decidió adquirir los primeros CL-215, que fueron recepcionados el 8 de febrero de 1971 en la Base Aérea de Getafe procedentes de Montreal, encuadrándose en el 803 Escuadrón de Fuerzas Aéreas. Fueron presentados al entonces Príncipe de España, SAR. D. Juan Carlos de Borbón, y apadrinados por su hijo, el hoy rey de España, SAR. D. Felipe de Borbón y Grecia.
La primera misión del CL-215 fue una búsqueda SAR, al oeste del cabo Finisterre el 11 de marzo, y la primera misión de extinción se realizó el 9 de julio de 1971, en la provincia de La Coruña, con una tripulación mixta (canadiense y española). La primera extinción con una tripulación totalmente española se realizó el 23 de marzo de 1972, en la provincia de Cantabria.

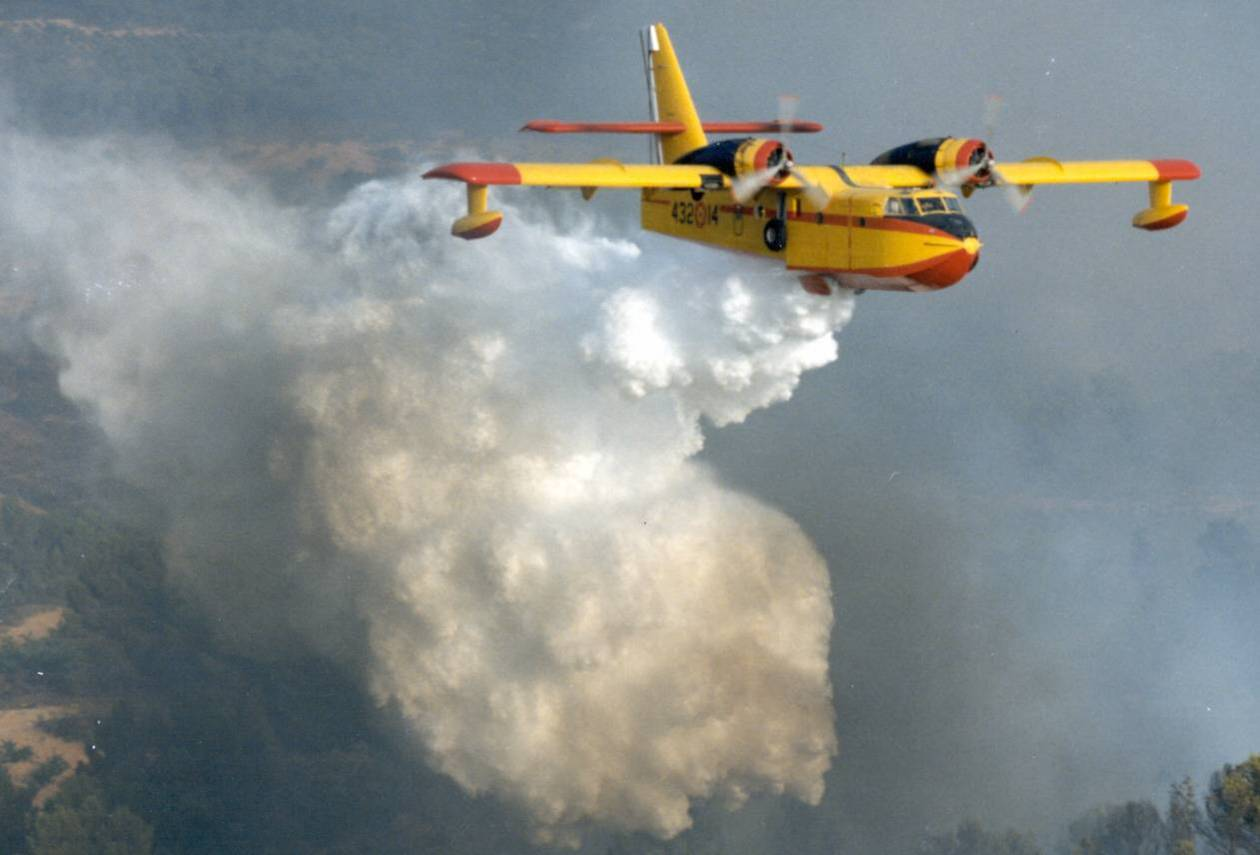
Uno de los primeros Canadair CL215 del 43 Grupo en plena descarga.

En enero de 1973, estos aviones junto con avionetas L-9 (Dornier Do-27), con depósito de 400 litros de agua, forman el 404 Escuadrón de Fuerzas Aéreas. Tras los satisfactorios resultados en la operación de los CL-215; se decide la compra de nuevos aviones y la Unidad pasa, en diciembre de 1973, a ubicarse en la Base Aérea de Torrejón de Ardoz (Madrid).
Desde entonces, se han producido los siguientes hitos y hechos reseñables por parte de la Unidad:
- A finales de 1975 una pareja de Canadair CL-215 participa en el Conflicto del Sáhara, en apoyo de los mermados AN.1A del 802 Escuadrón.[5]
- En junio de 1978, con la presidencia de la reina Sofía y el príncipe de Asturias, se conmemoraron las 10 000 horas de vuelo de la Unidad, ese mismo mes se le concedió a la Unidad la primera Placa de Oro al Mérito Agrícola.
- El 8 de mayo de 1980, el 404 Escuadrón pasa a denominarse 43 Grupo de Fuerzas Aéreas.
- En septiembre de 1986 se alcanzan las 50.000 horas de vuelo, consagrándose el 43 Grupo como una de las Unidades más operativas del Ejército del Aire.
- El 3 de agosto de 1989, el Ministerio de Agricultura,  firmó el contrato de remotorización, para transformar los aviones CL-215 (de motor convencional) en CL-215T (motor turbohélice).
- El primer avión remotorizado se recibió en agosto de 1990. Su definitiva certificación se consiguió en el año 1993 y ya asumieron más de la mitad de los despliegues de la "campaña" de verano.
- EI 5 de noviembre de 1993, se celebran las 75.000 horas de vuelo de la Unidad.
- En agosto de 1999, el 43 Grupo alcanzó las 100.000 horas de vuelo. Muchas de ellas en misiones reales de extinción.
- En el año 2001, con ocasión de la celebración del 75 aniversario del vuelo del Plus Ultra, un avión de la Unidad efectúa el mismo vuelo, la travesía del Atlántico Sur, entre Torrejón de Ardoz y Buenos Aires.

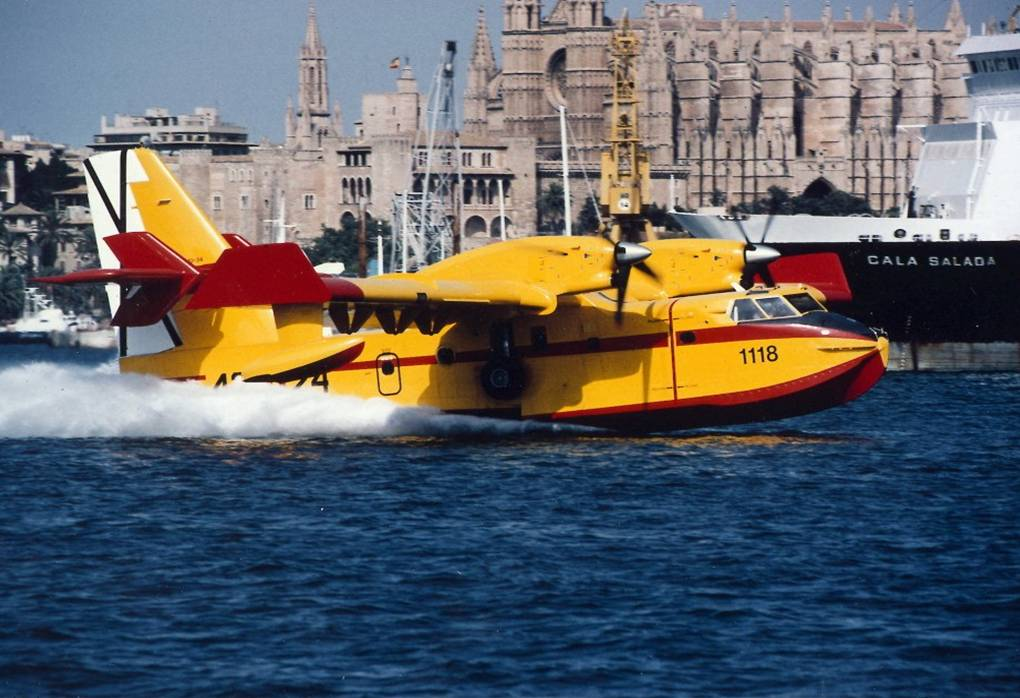
Canadair CL215T del 43 Grupo cargando agua en el Puerto de Palma de Mallorca.

- En diciembre de 2002, debido al naufragio del petrolero Prestige frente a las costas gallegas, la Unidad colaboró en el dispositivo de vigilancia.
- Desde la creación de la Unidad se ha venido colaborando puntualmente en la extinción de incendios, tanto con Marruecos como con Portugal, debido a la existencia de acuerdos bilaterales con dichos países. Pero es desde el año 2003, cuando se incrementa la participación de la Unidad en misiones de extinción internacionales. Estas participaciones, pusieron de manifiesto la necesidad de realizar intercambios con otras unidades aéreas de lucha contraincendios, al objeto de compartir experiencias y unificar procedimientos y tácticas de actuación.

Desde ese año la Unidad ha participado en misiones reales de extinción a requerimiento de ayuda de otros países en Portugal, Francia, Marruecos, Italia, Grecia y Bulgaria, así como en diversos intercambios y colaboraciones con otros países como Francia, Grecia y Croacia.
- Durante la campaña de 2005, se participó con gran efectividad en multitud de incendios, destacando por su virulencia, extensión y por las pérdidas humanas ocasionadas, el de Riba de Saelices (Guadalajara). Hay que destacar en la historia de la Unidad el mes de agosto de ese año en el que se volaron 1.056 horas en misión de extinción,  todo un récord si tenemos en cuenta que esa cifra ha sido en más de una ocasión el total de toda una campaña de extinción de incendios.
- En julio de 2006 el Ejército del Aire recibió un nuevo avión, el  Bombardier CL-415, exteriormente muy similar al anterior Canadair CL-215T. Las mayores diferencias se encuentran en la cabina de vuelo, ahora digital en su mayor parte y en el sistema de descarga de agua del avión, al que se le ha dotado de cuatro compuertas en lugar de las dos originales.
- La campaña del 2006 en Galicia marcó otro de los hitos de esta Unidad, cuando llegaron a estar destacados en el aeropuerto de Lavacolla 7 aviones del 43 Grupo, 2 aviones franceses y 2 italianos en un intento de controlar la oleada de incendios de los 11 días más duros que se recuerdan en la Unidad.[4]

- En junio de 2007 el 43 Grupo pasa a tener una relación operativa con la Unidad Militar de Emergencias (UME).[6]
- En abril de 2008 se recibe el segundo de los CL-415 y en septiembre de 2009 el tercero.
- En enero de 2012 el 43 Grupo cumplieron las 150.000 horas de vuelo, acumulando alrededor de 330.000 descargas de agua en incendio.[4]
- En diciembre de 2013 tuvo lugar la incorporación de un nuevo avión CL-415 adquirido por el Ministerio de Medio Ambiente, Medio Rural y Marino con lo que la Unidad pasó a contar con una flota de 18 aeronaves.
- En noviembre de 2021 se desarrollan los actos conmemorativos del 50 aniversario de la creación de la unidad.
- En el año 2022 se dan de baja los 4 CL-215T más antiguos de la flota, siendo adquiridos en 2023 por la compañía estadounidense Bridger Aerospace.[7]
- En abril de 2024 se anuncia la adquisición de 7 aviones DHC-515 producidos por la compañía De Haviland Canada, dos de los cuales financiados por la Unión Europea por integrarse en el mecanismo europeo de protección civil. Además se modernizarán los 10 CL-215T y los 4 CL-415.[8]

### Accidentes
A lo largo de su historia, esta Unidad ha sufrido ocho accidentes graves, cinco de ellos con víctimas mortales, en los que han perdido la vida quince de sus miembros.
Estos accidentes tuvieron lugar en el Monte Xiabre (Pontevedra, 8 de septiembre de 1976), Puerto Deportivo de Fuenterrabía (Guipúzcoa, 7 de marzo de 1977), Puerto de Valencia (11 de abril de 1977), Embalse de Beniarrés (Alicante, 12 de octubre de 1980), Embalse de Buendía (Cuenca-Guadalajara, 2 de marzo de 1981), Embalse de San Juan (Madrid, 13 de febrero de 1987), Aeropuerto de Lavacolla (Santiago de Compostela, La Coruña, 9 de septiembre de 1988) y la Bahía de Pollensa (Mallorca, 25 de marzo de 2003).

## Reconocimientos y premios
- Medallas: 61 Encomiendas del Mérito Agrícola, Medalla al Mérito de Protección Civil, Corbata de Honor de la Diputación de Pontevedra, Medalla al Mérito Ciudadano de Madrid, Medalla de Plata de la Junta de Galicia.

- Placas: Excelentísima Diputación de Madrid, Placa de Oro al Mérito Agrícola, Placa de Plata al Fomento del Turismo de Mallorca, Placa de Plata de la Escuela Técnicos Superiores de Ingenieros de Montes de la Universidad Politécnica de Madrid, Placa de Plata de la Junta de Galicia, Placa de Oro de Protección Civil, Placa de Plata de la Diputación de Albacete, Placa de Plata de la Provincia de Ojuda (Marruecos), Placa de Plata de la Federación Gallega de deportes Aéreos, Placa de Plata del Gobierno Balear, Placa de Plata de la Concejalía de la Canonja, Placa de Plata de la Diputación de Tarragona, Placa de Plata de la Consejería de Agricultura y Montes de Galicia.

- Reconocimientos: Guardas Forestales de Cataluña, Junta de Galicia, Oscar de Oro de la Comunicación, Premio Acción Social Nueva Olimpia, Bandera de la Dirección de Prevención y Extinción de Incendios, Servicio del Infoca (Andalucía), Premio a la labor Forestal (Andalucía), Premio del Mediterráneo (Mallorca), Ingeniero de Montes de Honor, Premio Ruíz de la Torre de la Asociación Forestal Andaluza, Batefuegos de Oro, Trofeo Tragsa, Metopa y Réplica del Monumento al Agente Forestal de la Comunidad Murciana en reconocimiento a la Inestimable labor y Entrega en la Lucha Contra Incendios Forestales, Defensor del Medio Ambiente de Castilla-La Mancha.